# بانک داده جهانی پروتئین
بانک دادهٔ جهانی پروتئین (به انگلیسی: Worldwide Protein Data Bank)، که به اختصار "wwPDB" نیز نامیده می‌شود، سازمانی است که بایگانی ساختار درشت‌مولکول‌ها را در اختیار داشته و نگهداری و روزآمد می‌کند. مأموریت آن مدیریت و نگهداری یک آرشیو بانک داده پروتئین منفرد از داده‌های ساختاری درشت‌مولکول‌هاست که به طور عمومی و آزاد در دسترس جامعهٔ جهانی باشد. سازمان دارای چهار عضو است که عبارتند از:
- کارگروه همکاری پژوهشی برای پایگاه دادهٔ پروئتین بیوانفورماتیک ساختاری؛ (به انگلیسی: Research Collaboratory for Structural Bioinformatics Protein Database) (RCSB PDB)
- بانک دادهٔ پروتئین در اروپا؛ (به انگلیسی: Protein Data Bank in Europe) (PDBe)
- بانک دادهٔ پروتئین ژاپن؛ (به انگلیسی: Protein Data Bank Japan) (PDBj)
- بانک دادهٔ رزونانس مغناطیسی زیستی؛ (به انگلیسی: Biological Magnetic Resonance Data Bank) (BMRB)

سازمان در سال ۲۰۰۳ (میلادی) تأسیس شده و تأسیس‌کنندگان آن کارگروه همکاری پژوهشی برای پایگاه دادهٔ پروئتین بیوانفورماتیک ساختاری (ایالات متحدهٔ آمریکا)، بانک دادهٔ پروتئین در اروپا و بانک دادهٔ پروتئین ژاپن بوده‌اند. در سال ۲۰۰۶، بانک دادهٔ رزونانس مغناطیسی زیستی (از ایالات متحدهٔ آمریکا) به سازمان پیوست. پایگاه و تشکیلات هر یک از اعضا می‌تواند داده‌های ساختاری را پذیرفته و مورد پردازش قرار دهد. داده‌های پردازش شده به دارندهٔ بایگانی فرستاده می‌شوند. هم‌اکنون کارگروه همکاری پژوهشی برای پایگاه دادهٔ پروئتین بیوانفورماتیک ساختاری به عنوان دارندهٔ بایگانی فعالیت می‌کند. این مسئله اطمینان‌بخش از آن است که فقط یک نسخه از داده‌ها که برای همهٔ کاربران یکسان است، وجود دارد. پایگاه دادهٔ تغییریافته سپس در دسترس دیگر اعضا قرار می‌گیرد. سپس، هر یک از اعضا، پرونده‌های ساختاری نتیجه را از طریق وبگاه خود در اختیار عُموم قرار می‌دهد. اطلاعات در وبگاه سازمان تنها به صورت پیوند به وبگاه‌های اعضا قابل دسترسی است. وبگاه‌های اعضا، چیزی بیش از وبگاه آیینهٔ دارندهٔ بایگانی (کارگروه همکاری پژوهشی برای پایگاه دادهٔ پروئتین بیوانفورماتیک ساختاری) هستند؛ چرا که اعضا در وبگاه‌های خود ابزارهای متفاوتی برای تحلیل و بررسی داده‌های پایگاه داده ارائه می‌کنند.

## همچنین نگاه کنید به
- بانک داده پروتئین
- پایگاه داده